# Engener Notgeld

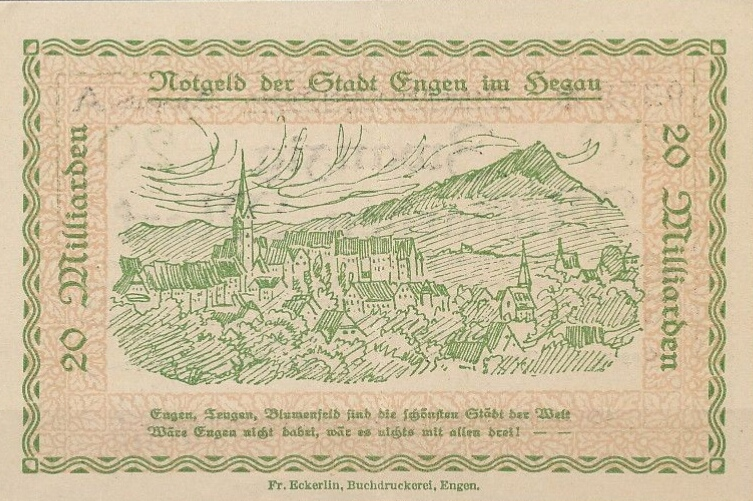
Engener Notgeldschein 20 Milliarden Mark (1923)

Das Engener Notgeld war ein aus einer Mangelsituation entstandener Geldersatz, der Anfang des 20. Jahrhunderts fehlende gesetzliche Zahlungsmittel ersetzte und von kommunaler Stelle sowie einem Privatunternehmen herausgegeben wurde.

## Hintergrund
Ende August 1923 befasste sich der Engener Stadtrat aufgrund merklichen Kleingeldmangels im Stadtgebiet erstmals mit der Ausgabe von Notgeld. Im September wurde eine Notgeldausgabe abgelehnt.
Am 29. Oktober 1923 bittet der Stadtrat erneut um die Genehmigung, Notgeld in den Werten 5, 10 und 50 Milliarden Mark heraus geben zu dürfen. Nachdem das badische Innenministerium diese am 2. November erteilte, beauftragte die Stadt Engen die ortsansässigen Druckereien mit der Herstellung des Notgeldes: Fr. Eckerlein sollte 500 Stück zu 20 Milliarden und 400 Stück zu 50 Milliarden, die Hegauer Buchdruckerei A.-G. sollte 700 Stück zu 100 Milliarden herstellen. Schnell zeigte sich jedoch, dass die Ausgaben nicht reichen würden, so dass sie auf insgesamt 300 Stück zu 20 Milliarden, 1200 Stück zu 50 Milliarden und 1400 Stück zu 100 Milliarden Mark erhöht wurden.
Die Herstellungskosten der 2900 Geldscheine beliefen sich auf insgesamt 124 Goldmark, 38,50 Goldmark wurden von Eckerlein, 85,50 Goldmark von der Hegauer Buchdruckerei in Rechnung gestellt.
Gegen Ende der Inflationszeit zeigte sich, dass das ausgegebene Notgeld der Stadt Engen nicht reichen würde. So veranlasste die Hegauer Steinwarenfabrik eigenes Notgeld auszugeben.

## Ausgabestellen

### Gemeinde Engen
| Nominal: 20 Milliarden Mark | |
| | Druck: Fr. Eckerlein, Buchdruckerei, Engen; schwarz, grün und rosabraun auf weißem Papier, ohne Wasserzeichen; ~ 130 × 86 mm |
| Auflage: 500 Stück mit einem Nennwert von 10 Billionen Mark | |
| Ausgabe: ab 8. November 1923, 300 Stück mit einem Nennwert von 6 Billionen Mark | |
| Vorderseite: xxxx * (Kontrollnummern 0001 bis 0300, 4,5 mm, schwarz)0Notgeld der Stadt Engen0Ausgabe A / 200Zwanzig Milliarden Mark020 / zahlt die Stadtgemeinde Engen dem Einlieferer dieses Scheines. Die Bezirks-Spar- u. Waisenkasse und die Banken in Engen schreiben den Gegenwert dem Einlieferer zu Lasten der Stadt gut. Nach Abfluß der öffentlich bekannt zu gebenden Umlaufzeit erfolgt die Einlösung bei der Stadtkasse. / Engen, den 8. November 1923. + Der Gemeinderat: / Ohne Amtssiegel der Stadtgemeinde Engen ist dieser Schein ungültig. | |
| Rückseite: 20 Milliarden (senkrecht) + Notgeld der Stadt Engen im Hegau / Panorama der Stadt Engen / Engen, Tengen, Blumenfeld sind die schönsten Städt der Welt. Wäre Engen nicht dabei, wär es nichts mit allen drei! – / Fr. Eckerlein, Buchdruckerei, Engen. + 20 Milliarden (senkrecht) | |
| Eingezogen: 151 Stück (50,3 %) mit einem Nennwert von 3,02 Billionen Mark | |

| Nominal: 50 Milliarden Mark                                                      |                                                                                                  |
|                                                                                  | Druck: Fr. Eckerlein, Buchdruckerei, Engen; auf weißem Papier, ohne Wasserzeichen; ~ 130 × 86 mm |
| Auflage: 500 Stück mit einem Nennwert von 25 Billionen Mark                      |                                                                                                  |
| Ausgabe: ab 8. November 1923, 500 Stück mit einem Nennwert von 25 Billionen Mark |                                                                                                  |
| Vorderseite: schwarz, gelbbraun und hellgrün; Kontrollnummern: 0001 bis 0500     |                                                                                                  |
| Rückseite: ./.                                                                   |                                                                                                  |
| Eingezogen:                                                                      |                                                                                                  |

| Nominal: 50 Milliarden Mark | |
| | Druck: Fr. Eckerlein, Buchdruckerei, Engen; schwarz, gelbbraun und gelb auf weißem Papier, ohne Wasserzeichen; ~ 130 × 86 mm |
| Auflage: 700 Stück mit einem Nennwert von 35 Billionen Mark | |
| Ausgabe: ab 8. November 1923, 700 Stück mit einem Nennwert von 35 Billionen Mark | |
| Vorderseite: xxxx * (Kontrollnummern 0501 bis 1200)0Notgeld der Stadt Engen0Ausgabe A / 500Fünfzig Milliarden Mark050 / zahlt die Stadtgemeinde Engen dem Einlieferer dieses Scheines. Die Bezirks-Spar- u. Waisenkasse und die Banken in Engen schreiben den Gegenwert dem Einlieferer zu Lasten der Stadt gut. Nach Abfluß der öffentlich bekannt zu gebenden Umlaufzeit erfolgt die Einlösung bei der Stadtkasse. / Engen, den 8. November 1923. + Der Gemeinderat: / Ohne Amtssiegel der Stadtgemeinde Engen ist dieser Schein ungültig. | |
| Rückseite: 50 Milliarden (senkrecht) + Notgeld der Stadt Engen im Hegau / Panorama der Stadt Engen / Engen, Tengen, Blumenfeld sind die schönsten Städt der Welt. Wäre Engen nicht dabei, wär es nichts mit allen drei! – / Fr. Eckerlein, Buchdruckerei, Engen. + 50 Milliarden (senkrecht) | |

| Nominal: 100 Milliarden Mark | |
| | Druck: Hegauer Buchdruckerei A.-G., Engen; schwarz, graublau und graubraun auf weißem Papier, ohne Wasserzeichen; ~ 142 × 90 mm |
| Auflage: 1400 Stück mit einem Nennwert von 140 Billionen Mark | |
| Ausgabe: ab 8. November 1923, 1400 Stück mit einem Nennwert von 140 Billionen Mark | |
| Vorderseite: № xxxx (handgestempelt)0Notgeld der Stadt Engen0Ausgabe A / Hundert Milliarden Mark / ? / Engen im Hegau, 8. November 1923. / Stadtsiegel (Ø 28,5 mm) / Für den Gemeinderat: / Unterschrift des Bürgermeisters Max Knupfer / Hegauer Buchdruckerei A.-G., Engen | |
| Rückseite: ./. | |
| Eingezogen: 830 Stück (59,3 %) mit einem Nennwert von 83 Billionen Mark | |

### Hegauer Steinwarenfabrik Engen
Insgesamt wurden 3000 Gutscheine mit einem Nennwert von 8,25 Milliarden Mark ausgegeben.
| Nominal: 500.000 Mark | |
| | Druck: wahrscheinlich Hegauer Buchdruckerei A.-G., Engen; schwarz auf graugrünem Papier, teils mit Fabrik Wasserzeichen; ~ 145 × 112 mm |
| Auflage: 500 Stück mit einem Nennwert von 250 Millionen Mark | |
| Ausgabe: 25. August bis spätestens 30. September 1923 | |
| Vorderseite: № xxxx (1001 bis 1500)0Mk. 500000 / GUTSCHEIN / Die Volksbank Engen e. G. (m.) Engen (Baden) schreibt zu meinen Lasten dem Einlieferer den Gegenwert dieses Gutscheins / Fünfhunderttausend Mark / gut. / Engen (Baden), 25. August 1923. / Hegauer Steinwarenfabrik Engen / Inhaber Kommerzienrath Gustav Prym / Unterschriften „Krüger“ und ppa. „Strittmatter“ / Die Einlieferung dieses Gutscheins bei obengenannter Bank hat bis spätestens 30. September 1923 zu erfolgen. Ohne Nummer und ohne die Unterschriften der Herren Fabrikbesitzer Krüger und Prokurist Strittmatter ist dieser Gutschein ungültig. | |
| Rückseite: ? | |
| Eingezogen: ? | |

| Nominal: 1.000.000 Mark | |
| | Druck: wahrscheinlich Hegauer Buchdruckerei A.-G., Engen; schwarz auf graublauem Papier, teils mit Fabrik Wasserzeichen; ~ 145 × 112 mm |
| Auflage: 1000 Stück mit einem Nennwert von 1 Milliarde Mark | |
| Ausgabe: 25. August bis spätestens 30. September 1923 | |
| Vorderseite: № xxxx (0001 bis 500 und 0501 bis 1000)0Mk. 1000000 / GUTSCHEIN / Die Volksbank Engen e. G. (m.) Engen (Baden) schreibt zu meinen Lasten dem Einlieferer den Gegenwert dieses Gutscheins / Eine Million Mark / gut. / Engen (Baden), 25. August 1923. / Hegauer Steinwarenfabrik Engen / Inhaber Kommerzienrath Gustav Prym / Unterschriften „Krüger“ und ppa. „Strittmatter“ / Die Einlieferung dieses Gutscheins bei obengenannter Bank hat bis spätestens 30. September 1923 zu erfolgen. Ohne Nummer und ohne die Unterschriften der Herren Fabrikbesitzer Krüger und Prokurist Strittmatter ist dieser Gutschein ungültig. | |
| Rückseite: ? | |
| Eingezogen: ? | |

| Nominal: 2.000.000 Mark                                      | |
|                                                              | Druck: wahrscheinlich Hegauer Buchdruckerei A.-G., Engen; schwarz auf graubraunem Papier, teils mit Fabrik Wasserzeichen; ~ 145 × 112 mm |
| Auflage: 1000 Stück mit einem Nennwert von 2 Milliarden Mark | |
| Ausgabe: 31. August bis spätestens 10. Oktober 1923          | |
| Vorderseite: Kontrollnummern 1501 bis 2500, schwarz          | |
| Rückseite: ?                                                 | |
| Eingezogen: ?                                                | |

| Nominal: 10.000.000 Mark                                    | |
|                                                             | Druck: wahrscheinlich Hegauer Buchdruckerei A.-G., Engen; schwarz auf hellgrauem Papier, teils mit Fabrik Wasserzeichen; ~ 145 × 112 mm |
| Auflage: 500 Stück mit einem Nennwert von 5 Milliarden Mark | |
| Ausgabe: 31. August bis spätestens 10. Oktober 1923         | |
| Vorderseite: Kontrollnummern 2501 bis 3000, schwarz         | |
| Rückseite: ?                                                | |
| Eingezogen: ?                                               | |